# 毛报春
毛报春（学名：Primula ×pubescens）是报春花科报春花属的多年生草本植物，属于欧报春组，是多毛报春(P. hirsuta)和耳叶报春(P. auricula)的自然杂交种。常用作园林观赏花卉。

## 形态
毛报春的肉质叶为卵圆形或椭圆形，有香味，上表面深绿色，下表面淡绿色，被白粉；花葶较粗壮, 伞形花序通常1或2至多轮花。花冠高脚碟状, 颜色有淡粉色、黄色、橙黄色和紫色。花瓣5片，呈倒心形，花期为6-10月。